# Vilhelm Ellermann
Vilhelm Ellermann, född 1871, död 1924, var en dansk läkare.
Ellermann var medicine doktor och blev prosektor vid Bispebjergs Hospital 1913, samt professor i rättsmedicin vid Köpenhamns universitet 1914. Ellermans huvudinsats låg på blodforskningens område. I sitt arbete Experimentel Leukæmi hos Høns (1908) ansåg han sig kunna visa, att sjukdomen var överförbar och berodde på ett ultravisibelt, filtrerbart virus. I ett senare arbete Undersøgelser over den perniciøse Anæmis Histologi lämnade han viktiga bidrag till kunskapen om benmärgscellernas natur. Ellermann utarbetade också förbättrade metoder för tuberkelbacillernas påvisande i upphostningar och för räkning av blodkroppar.